# Monegros
Monegros je okres (comarca) ve španělské Aragonii. Hlavním městem je Sariñena, comarca má rozlohu 2764,9 km² a žije v ní okolo 20 000 obyvatel. Správní jednotka byla založena v roce 2002. Leží v povodí řeky Ebro asi 75 km severovýchodně od Zaragozy.
Název pochází z výrazu „mons negros“ (černá hora). Nejvyšším vrcholem je Ermita de San Caprasio v pohoří Sierra de Alcubierre, který měří 834 metrů. Vzhledem k horkému a suchému podnebí má krajina polopouštní charakter a místní zemědělství je závislé na zavlažování. Nachází se zde také velké slanisko Saladas de Sástago-Bujaraloz, kde žije množství vzácného ptactva (drop velký, orlík krátkoprstý, poštolka jižní, vodouš rudonohý, dytík úhorní). Významnou historickou památkou je klášter Sigena ze dvanáctého století.
Region je známý také díky festivalu techno hudby Monegros Desert Festival. V roce 2007 byl představen projekt na vybudování gigantického letoviska Gran Scala nedaleko obce Ontiñena, kde by byly koncertní sály, interaktivní muzea, aquaparky, kasina a hotely pro více než sto tisíc lidí. Výstavba však nebyla dosud zahájena vzhledem k hospodářské krizi ve Španělsku i protestům ekologických organizací.